# هلند (نبراسکا)
هلند (به انگلیسی: Holland) یک منطقهٔ مسکونی در ایالات متحده آمریکا است که در نبراسکا قرار دارد. هلند ۴۱۵٫۱۴ متر بالاتر از سطح دریا واقع شده‌است.